# Gouvernement Raïkov
 (août 2023).
Si vous disposez d'ouvrages ou d'articles de référence ou si vous connaissez des sites web de qualité traitant du thème abordé ici, merci de compléter l'article en donnant les références utiles à sa vérifiabilité et en les liant à la section « Notes et références ».
République de Bulgarie
Borissov I Orecharski
Le gouvernement Raïkov (en bulgare : Правителство на Марин Райков) est le gouvernement de la république de Bulgarie entre le 13 mars et le 29 mai 2013.

## Coalition et historique
Dirigé par le Premier ministre indépendant Marin Raïkov, ce gouvernement exerce la direction de l'État jusqu'à la tenue des élections législatives anticipées du 12 mai 2013. À ce titre, il n'est constitué et soutenu par aucun parti politique, l'Assemblée nationale se trouvant dissoute.
Il est formé à la suite de la démission du Premier ministre conservateur Boïko Borissov.
Il succède donc au gouvernement Borissov I, constitué uniquement des Citoyens pour le développement européen de la Bulgarie (GERB) et bénéficiant du soutien sans participation de la Coalition bleue (SK) et d'indépendants.

### Formation
Le 20 février 2013, alors que l'Assemblée se prononce sur le remplacement du ministre des Finances Siméon Djankov, Borissov annonce qu'il remet sa démission et celle de son cabinet. Conformément à la Constitution, le président de la République Rossen Plevneliev confie successivement trois mandats pour tenter de former un nouvel exécutif. Ces trois tentatives se soldant par un échec, il désigne le diplomate Raïkov à la tête d'un cabinet transitoire et dissout le Parlement.

### Succession
Après le scrutin, les blocs de droite et de gauche sont à stricte égalité, contrôlant chacun l'exacte moitié de l'Assemblée, mais l'Union nationale Attaque (ATAKA) refuse de soutenir un nouveau mandat des GERB. L'indépendant de centre gauche Plamen Orecharski forme alors son gouvernement avec le Parti socialiste bulgare (BSP) et le Mouvement des droits et des libertés (DPS).

## Composition
| Fonction                                                                         | Titulaire | Titulaire            | Parti |
| -------------------------------------------------------------------------------- | --------- | -------------------- | ----- |
| Premier ministre Ministre des Affaires étrangères                                |           | Marin Raïkov         | Sans  |
| Vice-Premier ministre Ministre du Développement régional et des Travaux publics  |           | Ekaterina Zakharieva | Sans  |
| Vice-Premier ministre Ministre du Travail et de la Politique sociale             |           | Deïana Kostadinova   | Sans  |
| Vice-Premier ministre Ministre pour l'Utilisation des Fonds communautaires       |           | Iliyana Tsanova      | Sans  |
| Ministre de l'Intérieur                                                          |           | Petia Parvanova      | Sans  |
| Ministre de l'Éducation, de la Jeunesse et de la Science                         |           | Nikolaï Miloshev     | Sans  |
| Ministre des Finances                                                            |           | Khalin Kristov       | Sans  |
| Ministre de la Justice                                                           |           | Dragomir Yordanov    | Sans  |
| Ministre de la Défense                                                           |           | Todor Tagarev        | Sans  |
| Ministre de l'Économie, de l'Énergie et du Tourisme                              |           | Assen Vassilev       | Sans  |
| Ministre de l'Agriculture et de l'Alimentation                                   |           | Ivan Stankov         | Sans  |
| Ministre des Transports, des Technologies de l'information et des Communications |           | Kristian Krastev     | Sans  |
| Ministre de l'Environnement et des Eaux                                          |           | Julian Popov         | Sans  |
| Ministre de la Santé                                                             |           | Nikolaï Petrov       | Sans  |
| Ministre de la Culture                                                           |           | Vladimir Penev       | Sans  |
| Ministre de l'Éducation physique et des Sports                                   |           | Petar Stoïchev       | Sans  |
| Ministre du Développement de l'administration électronique                       |           | Roman Vassilev       | Sans  |